# 풀라쿤다

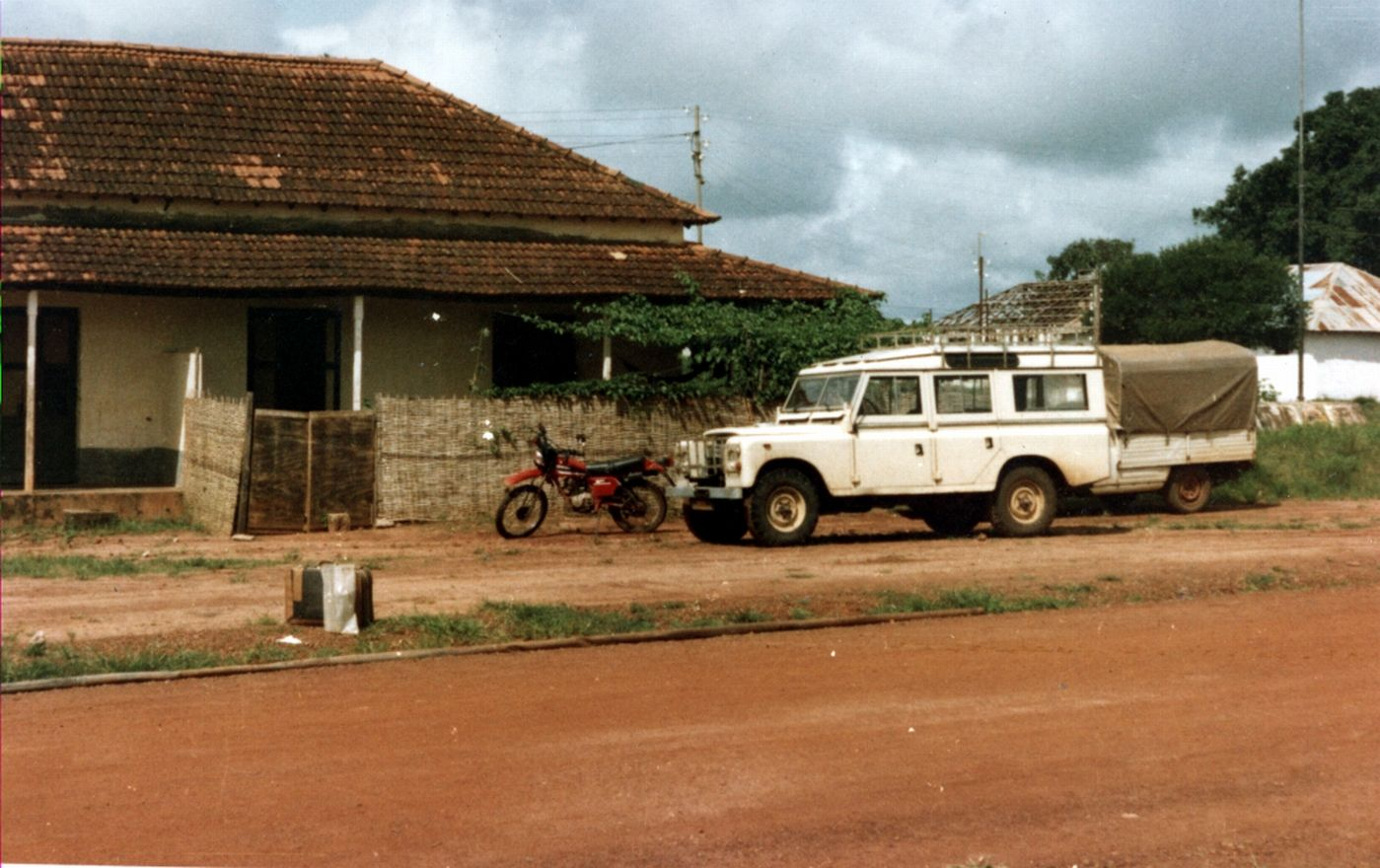

풀라쿤다(포르투갈어: Fulacunda)는 기니비사우 키나라 주에 위치한 도시로, 인구는 1,311명(2008년 기준)이다.